# Línea Redondela-Santiago de Compostela
La línea Redondela-Santiago de Compostela es una línea férrea de 92 kilómetros de longitud que pertenece a la red ferroviaria española. Es un eje norte-sur que transcurre íntegramente por Galicia uniendo ambas ciudades y Pontevedra. Según la catalogación de Adif es la línea 824.
Entró en funcionamiento en su totalidad el 18 de julio de 1889. Su construcción fue obra de tres compañías diferentes, la Compañía del Ferrocarril de Medina a Zamora y de Orense a Vigo (MZOV), la sociedad del Ferrocarril Compostelano de la Infanta Doña Isabel y finalmente la West Galicia Company.  

## Historia

### El Compostelano

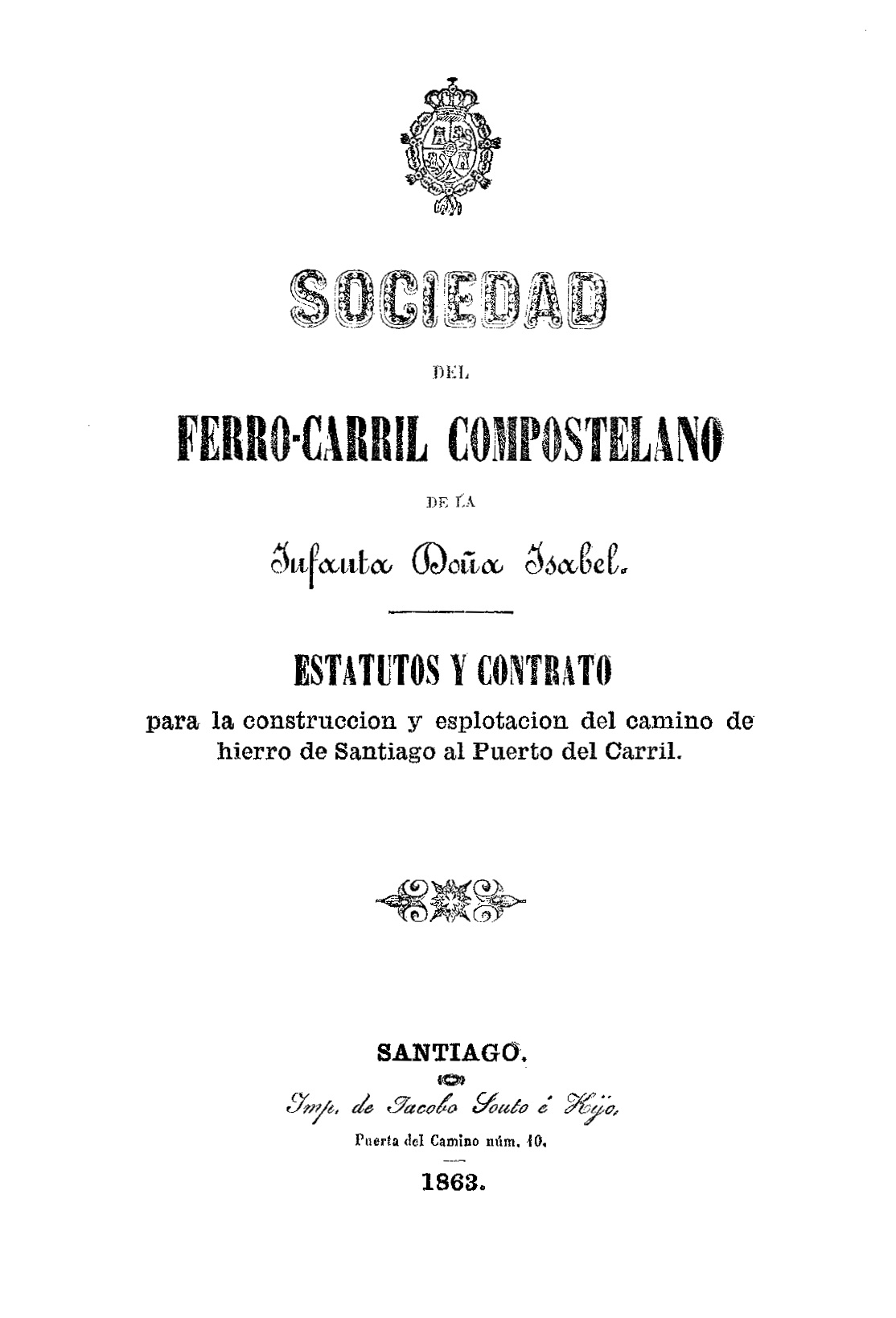
Estatutos y contrato para la construcción y esplotación del camino de hierro de Santiago al Puerto del Carril, 1863.

Siguiendo una regla habitual en los primeros ferrocarriles peninsulares, la llegada del ferrocarril a Galicia se planteó buscando una doble rentabilidad: transportar pasajeros pero sobre todo mercancías. Por ello el primer trayecto que salió adelante fue el que pretendía unir Santiago de Compostela, Cornes para ser más exacto y Carril (Villagarcía de Arosa) siguiendo la costa atlántica.  Las estaciones de toda la línea eran 8; partiendo de Cornes, Casal, Osebe, Esclavitud, Padron, Cesures, Catoira y Carril. La concesión se materializó el 7 de abril de 1861, para ser ratificada un año después y concretada en 1863 con la creación de la sociedad del Ferrocarril Compostelano de la Infanta Doña Isabel que posteriormente fue comprada  por inversores ingleses dando lugar a la The West Galicia Railway Company Limited que presidió John Trulock, abuelo del escritor Camilo José Cela. Aunque el trayecto apenas superaba los 40 kilómetros, la compañía tardó diez años en concluir la obra, poniéndola en servicio el 15 de septiembre de 1873.
Esta pequeña compañía llegó a ser realidad gracias al empeño y teson de su constructor J.S. Mould y al entusiasmo de algunas personas en torno a la Sociedad Económica de Amigos del País de Santiago de Compostela.

### La llegada del ferrocarril a Pontevedra
Mientras pequeñas compañías trataban de abrirse paso por el norte, en el sur de la región lo hacían otras de mayor tamaño. La Compañía del Ferrocarril de Medina a Zamora y de Orense a Vigo (MZOV), había logrado en la misma época diferentes concesiones que fueron formando su denominación social y entre la que figuraba la Orense-Vigo. Sobre la base de esta, concluida en 1881, decidió continuar hacia el norte tratando de expandir su red, fijando su objetivo en la ciudad de Pontevedra. Un objetivo que logró en 1884 al completar el tramo Redondela-Pontevedra.

### Finalización de la línea y evolución posterior
Con la llegada del ferrocarril a Pontevedra, la posibilidad de unir Vigo con Santiago solo se veía frenada por un tramo de treinta kilómetros sin construir entre dicha ciudad y Carril. MZOV optó por descartar dicha obra porque tenía más interés en prolongar su línea desde Orense para así alcanzar Monforte de Lemos e unirse a la única salida existente hacía el resto de la península en aquel momento. Así las cosas fue The West Galicia Railway Company Limited la que se encargó de la construcción. El 18 de julio de 1889 el trazado quedó abierto al tráfico en su totalidad.
En 1928, la compañía de capital británico acabó absorbida por MZOV.  Sin embargo esta situación duró poco tiempo, ya que su situación económica no era mucho mejor y un año después, pasó a depender de la Compañía Nacional de los Ferrocarriles del Oeste de España, compañía estatal que se creó para venir en auxilio a las diferentes empresas privadas que gestionaba trazados en esta zona del país sin que ello mejorara sensiblemente la situación. En 1941, tanto Oeste, como el resto de compañías privadas españolas se integraron en RENFE que gestionó la línea hasta su división entre Renfe Operadora y Adif a finales de 2004.

## Características
La línea entre Redondela y Santiago de Compostela es un trazado de 92 kilómetros en ancho ibérico (1 668 mm), sin electrificar. Alterna tramos de vía doble, con tramos de vía única al no estar duplicada en todo su recorrido. Por ese mismo motivo alterna Bloqueos Automáticos en vía única y Bloqueos Automáticos de Vía Doble Banalizada, en ambos casos con CTC (Control de Tráfico Centralizado).
La velocidad máxima permitida en esta línea convencional se sitúa entre los 200 y 160 km/h, siendo el tramo Redondela-Pontevedra el que permite mayores velocidades.